# Stummer Handel
Stummer Handel, auch Depothandel (englisch silent trade), ist eine besondere Form des Güteraustauschs, bei dem die Tauschpartner nicht miteinander sprechen und nicht anderweitig in direkten Kontakt zueinander treten. Der stumme Handel, dessen Beschreibungen häufig legendäre Züge tragen, ist nach älterer Ansicht von Forschungsreisenden, Ethnographen und Wirtschaftshistorikern eine an den Beginn des Handelsverkehrs zurückreichende Abmachung, die eine erste Kontaktaufnahme zwischen fremden oder sich feindselig gegenüberstehenden Gruppen ermöglicht. Typischerweise legt eine Gruppe an einem bestimmten Ort ihre zu tauschenden Güter ab und zieht sich zurück. Die andere Gruppe, die unter Umständen durch ein Signal benachrichtigt wurde, legt ihr Gegenangebot ab, das die erste Gruppe mitnimmt, falls es bei ihr auf Zustimmung stößt. Ansonsten werden die Angebote soweit verändert, bis der Austausch für beide Seiten zufriedenstellend abgeschlossen ist.
Diese Institution soll früher in vielen Regionen der Welt verbreitet gewesen sein. Herodot beschrieb im 5. Jahrhundert v. Chr. den stummen Handel der Karthager in Westafrika; seine Darstellung wurde zu einem Topos in den arabischen und europäischen Reiseberichten über den Goldhandel mit dem mittelalterlichen Reich von Ghana. Der stumme Handel ist auch ein Motiv in manchen Mythen wie den europäischen Schmiedesagen, bei denen in Berghöhlen lebende Zwerge veranlasst werden, für die Menschen Schmiedearbeiten auszuführen. In allen historischen Berichten und mythischen Erzählungen zeigen sich die Wesensmerkmale des stummen Handels, der eine Reaktion auf Verständigungsschwierigkeiten oder auf unüberbrückbare kulturelle Unterschiede zwischen fremden und häufig verfeindeten Völkern darstellt. Volksgruppen unterschiedlicher sozialer Ebenen stehen durch den stummen Handel in einer symbiotischen Beziehung.
Ab etwa 1900 wurde der stumme Handel auch in Monografien behandelt und bildete ein Faktum in ethnologischen und wirtschaftshistorischen Theorien. Erste Zweifel an der Historizität des Phänomens kamen in den 1970er Jahren auf. Heute betrachtet die Forschung mehrheitlich den stummen Handel als historisches Phänomen skeptisch oder als wahrscheinlich legendär. In diesem Fall bleibt die Frage, wie die vielen Berichte von Handelsbeziehungen zwischen Jägern und Sammlern und ihren Ackerbau treibenden Nachbarn von einer literarischen Überlieferung abgeleitet werden sollen.

## Ursprung des Handels
Beim Handel wechseln Waren den Besitzer. Der ursprünglichste Handel ist der direkte Tausch von Waren gegen Waren oder Dienstleistungen. Handel erfolgt im allgemeinen Sinn als wechselseitiger, ausgeglichener Austausch in einem friedlichen Umfeld. Zum Austausch vorzugsweise geeignete Waren kommen entweder nur in einem bestimmten Gebiet vor oder werden nur in einem Gebiet in einer besonderen Qualität angefertigt. Durch Handel gelangen die Waren in Gebiete, in denen sie ansonsten nicht verfügbar wären. Handel ist nur eine Möglichkeit, um materielle Güter mitsamt den hinter ihnen stehenden ideellen Grundlagen über den Bereich einzelner Gemeinschaften hinaus zu verbreiten. Güter können auch durch Plünderungen im Krieg, durch Raub, Hochzeitsgaben oder andere Formen des Geschenkaustauschs den Besitzer wechseln. Handel ist ein grundlegendes Element zwischenmenschlichen Agierens und hat einen wesentlichen Anteil am Prozess der kulturellen Entwicklung.
Inwiefern Menschen ab dem Jungpaläolithikum Handel trieben, lassen Rohmaterialien (Naturprodukte, Mineralien) erahnen, die an Orten ausgegraben werden, die vom Gebiet ihres natürlichen Vorkommens weit entfernt liegen. Ein bekanntes Beispiel sind Siedlungen ab der zweiten Hälfte des 4. Jahrtausends v. Chr. mit dekorierten Straußeneiern, die in Nordafrika, dem Lebensraum von Straußen zur Kultur des Capsien gehörten. Diese Straußeneier belegen einen Handel rund ums Mittelmeer, denn sie wurden auch in Südeuropa gefunden, wo Strauße nicht natürlich vorkommen. Eine Aussage über die Art der Handelsbeziehungen ist damit jedoch kaum möglich. Häufig werden diese lediglich im Zusammenhang mit der Invasion einer höher stehenden Zivilisation gesehen oder die Auswirkungen des Fernhandels auf die gesellschaftlichen Veränderungen werden überbewertet – etwa im Fall des stark im Forschungsinteresse stehenden archaischen Handels mit Bernstein vom Baltikum in die Ägäis entlang der Bernsteinstraße ab dem 3. Jahrtausend v. Chr. Abgesehen von solchen nachgewiesenen professionellen Handelsbeziehungen trieben dem Archäologen Colin Renfrew (1969) zufolge die meisten prähistorischen Kulturen vermutlich keinen Handel untereinander.
Einer überholten These des Wirtschaftswissenschaftler Josef Kulischer (1899) zufolge standen am Beginn der kulturgeschichtlichen Entwicklung Menschen, die Handel nicht kannten. Darauf seien Menschen gefolgt, die neu entwickelte Bedürfnisse durch Raub befriedigten und erst danach allmählich zu friedlichen Formen des Handelsverkehrs fanden. Als Beleg für diese Entwicklung sah Kulischer den noch unpersönlichen stummen Handel, den er als die früheste Form des Handels auffasste. Der amerikanische Wirtschaftswissenschaftler George W. Robbins (1947) stellt sechs zu seiner Zeit diskutierte Hypothesen zum Ursprung des Handels zusammen: (1) Der Handel ist angeboren und geschieht instinktiv. (2) Der Handel hat sich aus dem Krieg entwickelt, nachdem sich herausstellte, dass dessen Zweck, Beute zu machen, durch friedlichen Warentausch einfacher umsetzbar ist. (3) Ein wesentliches Element der Wirtschaft war zunächst Raub. (4) Am Anfang stand der freundliche Austausch von Geschenken. (5) Am Anfang war der stumme Handel, den Robbins ungeachtet seiner praktischen Einschränkungen für einen bedeutenden Entwicklungsschritt bei der frühen Kommunikation hält. (6) Handel erwuchs aus der Überschussproduktion.
Für eine gesellschaftliche Gruppe ist Handel zunächst eine nach außen gerichtete Tätigkeit, vergleichbar mit der Jagd, einer Expedition oder einem Raubzug, bei dem ebenfalls Gegenstände über weite Entfernungen befördert werden, von dem sich der Handel jedoch durch seinen friedlichen und auf Gegenseitigkeit basierenden Charakter unterscheidet. Bei der Institutionalisierung des Handels wird ein – zentral gelegener – Marktort eingerichtet, über den die Handelsgüter ausgetauscht werden. Hinzu kommt ein Steuerungsmechanismus, der den Wert einer Ware nach dem Verhältnis von Angebot und Nachfrage bemisst. Am Beginn der Entwicklung von Handelsbeziehung etablierten sich Händler, die als professionelle Mittelsmänner fungieren und so ihren Lebensunterhalt bestreiten. Dadurch konnten die Mitglieder einer Gemeinschaft, die ihren lokalen Aktionsbereich selten und ungern verlassen, auf Reisen verzichten. Wenn beim ursprünglichen Handel die zu tauschende Ware nicht direkt vorhanden war, musste ein Tauschvermittler eingeführt werden. Dies war ein gut transportabler Gegenstand mit einem allgemein akzeptierten, möglichst hohen Wert von festzulegender Größe. Solche traditionellen oder vormünzlichen Zahlungsmittel waren häufig Metalle (Kupfer, Bronze, Eisenbarren), in Afrika beispielsweise Manillen, Kaurigeld und Salzbarren. In vormonetären Gesellschaften war manchmal der soziale Aspekt der Handelszusammenkünfte wichtiger als der ökonomische.
In indigenen Gemeinschaften hängt Handel mit dem Grad an Verwandtschaft und Vertrautheit zwischen den Handelspartnern zusammen. Während bei engen Verwandten ein nicht auf Ausgeglichenheit gerichtetes Geben und Nehmen üblich ist, werden auf der anderen Seite außerhalb der Gruppe lebende Personen als Fremde oder Feinde betrachtet, mit denen Handel auf der Basis des auf den eigenen Vorteil bedachten Geschäftemachens stattfindet.

## Stummer Handel in der Kulturgeschichte
Stummer Handel fand in der Realität oder findet in der Fiktion in mehrfacher Hinsicht an einem Grenzbereich statt: an einer geographischen Grenze oder an der Grenze zweier Kulturen, das heißt an den Rändern zweier nach innen orientierter Gruppen, zwischen denen ein sozialer Abstand besteht. In den Beschreibungen der Geschichtsquellen sind häufig mythische Elemente überzeugend mit historischen Fakten verbunden. Dessen ungeachtet hat allein die Idee des stummen Handels eine kulturgeschichtliche Bedeutung. Ein faszinierendes Moment an dieser Idee eines Warentauschs ist das vorausgesetzte und tatsächlich erforderliche Vertrauen, das mit der Fremdheit oder Feindseligkeit der Partner kontrastiert. Das Wort „Tausch“ steht nicht ohne praktischen Grund mit „Täuschung“ in einem etymologischen Zusammenhang. Jede Tauschhandlung birgt die Gefahr, von der erhaltenen, mehr oder weniger unbekannten Ware „enttäuscht“ zu werden. Dazu schwingt nach, was Josef Kulischer 1878 mit Blick auf den stummen Handel pauschal behauptete: „Der Handelsverkehr ist ursprünglich ein Verkehr von feindlich gesinnten.“
Nach gängiger Auffassung zeichnen sich Jäger und Sammler in prähistorischer Zeit ebenso wie heutige isolierte Völker durch eine von der Außenwelt unabhängige Lebensweise und Nahrungsmittelproduktion aus. Thomas N. Headland und Lawrence A. Reid (1989) vertreten demgegenüber die Ansicht, dass viele prähistorische Jäger-Sammler-Gesellschaften auf den Handel mit ackerbautreibenden Gruppen angewiesen waren und über Jahrtausende hinweg in gegenseitigem Warenaustausch standen. Als Vergleich ziehen die beiden Sprachwissenschaftler die philippinischen Negritos heran, von denen sie annehmen, dass diese nomadischen Völker bereits vor über eintausend oder dreitausend Jahren mit sesshaften Völkern Handel trieben und deren Sprache übernahmen. Dieselben Handelsbeziehungen existieren demnach seit langer Zeit in Afrika zwischen den nomadischen San und Mbuti und den sie jeweils umgebenden sesshaften Gruppen. Hierbei könnten auch – schwer nachweisbare – Formen von stummem Handel beteiligt gewesen sein.
Herodot (490/480 – 430/420 v. Chr.) gilt als der erste antike Geschichtsschreiber. In seinem umfangreichen Werk (Historien des Herodot) beschreibt er den gesamten Mittelmeerraum einschließlich der nordafrikanischen Küste sowie Zentralasien und Persien, basierend hauptsächlich auf mündlichen Informationen. Buch 4 enthält eine Darstellung der Bewohner an der „libyschen“ Küste Afrikas, deren Kultur, Geschichte und Geographie teilweise legendäre Züge trägt. Nach Herodot fuhren die Karthager mit ihren Schiffen vor die libysche Küste, brachten ihre Waren an Land, teilten ihre Ankunft durch aufsteigenden Rauch mit und zogen sich wieder auf ihre Schiffe zurück. Nun kamen die Küstenbewohner, legten neben die Waren Gold hin und entfernten sich. Nun kamen die Karthager erneut, prüften, ob das Gold genug sei und nahmen es in diesem Fall mit. Andernfalls ließen sie das Gold am Platz und warteten solange auf ihren Schiffen, bis die Libyer genügend Gold hinterlassen hatten. Erst wenn beide Parteien zufrieden waren, nahmen die einen die Waren und die anderen das Gold an sich. Herodot hebt die beiderseitige Ehrlichkeit bei diesem Handel hervor. Mit „Libyen“ ist hier bei Herodot die westafrikanische Küste jenseits der Säulen des Herakles gemeint, entlang der Hanno der Seefahrer um das Jahr 470 v. Chr. nach Süden mutmaßlich bis zum Golf von Guinea segelte.

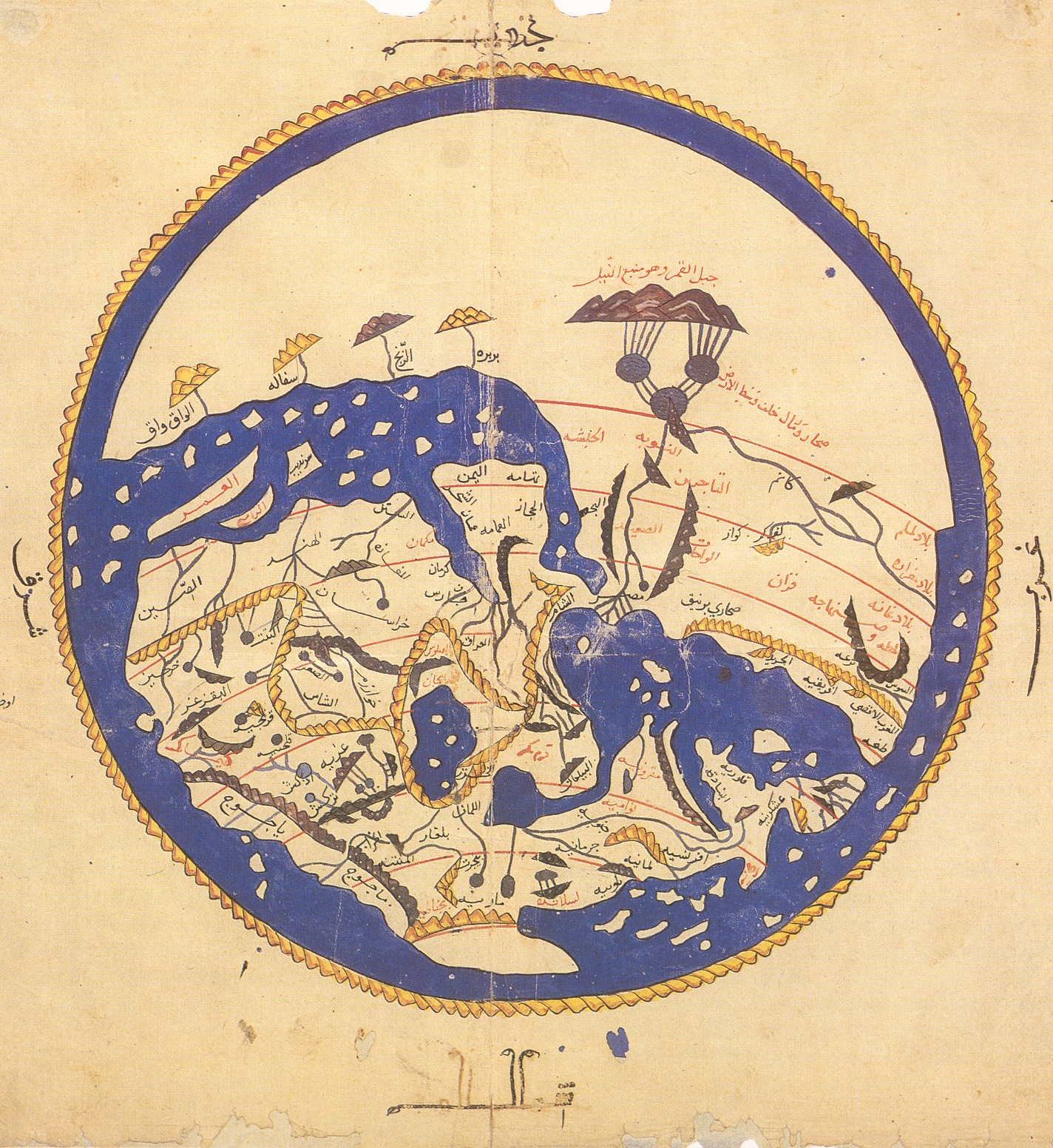
Al-Idrisis Weltkarte von 1154. Süden ist oben.

Auf Herodots früheste Schilderung eines stummen Handels, bei dem aus Nordafrika stammende Seefahrer Waren gegen schwarzafrikanisches Gold tauschten, folgten viele ähnliche Berichte über Handelskontakte in Westafrika. Sie berichteten sämtlich über den stummen Handel entweder wenig vertrauenserweckend vom Hörensagen oder beschrieben einen lediglich nonverbal ablaufenden Handel. Der arabische Geograph al-Masʿūdī (um 895–957) berichtete als erste arabische Quelle über den stummen Handel mit Gold im Handelszentrum Sidschilmasa, damals eine Oase in der marokkanischen Sahara, und über Händler der Berber, die ihre Waren am Ufer eines großen Flusses ablegten, wo sie auf ihre Handelspartner aus Ghana, dem mittelalterlichen „Goldland“ warteten. Welche mythischen Züge die arabischen Berichte tragen können, geht aus einer Aussage des Historikers Ibn al-Faqih hervor, der um 903, also noch vor al-Masʿūdī schrieb: „Im Lande Ghana wächst das Gold in Pflanzenart aus dem Sand, ganz wie Karotten, und wird bei Sonnenaufgang gepflückt.“ Wo dieser mysteriöse Ort lag, erklärt als erster der Geograph al-Idrisi (um 1100–1166), der auf seiner Weltkarte eine Insel namens Wangara eintrug, die vom „Nil“ (gemeint Niger) umflossen wird. Dort würden sich jedes Jahr nach dem Ende der Überschwemmungen viele Menschen einfinden, um das an der Oberfläche liegende Gold einzusammeln. Als Wangara wurden auch die afrikanischen Händler bezeichnet, die vermutlich zu den Mandinka gehörten und ab der Mitte des 13. Jahrhunderts weitgehend das Monopol auf den Goldhandel im Reich Ghana besaßen. Damit kontrollierten sie nicht nur den „stummen Handel“, sondern verwehrten den arabischen Händlern auch den Zugang zu den afrikanischen Goldschürfern. Die rätselhafte Herkunft des Goldes beflügelte die Verbreitung mancher phantastischer Erzählungen.
Zum stummen Handel mit Gold aus Ghana äußerte sich auch um 1200 der arabische Geograph Yāqūt. Den stummen Handel mit Gold an der Guineaküste erwähnen danach die frühen europäischen Seefahrer, namentlich der Venezianer Alvise Cadamosto (1432–1483) und im 17. Jahrhundert der englische Entdecker Richard Jobson. Cadamosto unternahm zwei Seereisen entlang der westafrikanischen Küste: 1455 und 1456. Um etwas über die Herkunft des Goldes zu erfahren, ließ er einmal einen Einheimischen festsetzen der jedoch jede Auskunft und Nahrung verweigerte und in der Gefangenschaft verstarb. So blieb es bei den ein halbes Jahrhundert zuvor von al-Qalqaschandī (1355–1418) in Umlauf gebrachten Erklärungen. Al-Qalqaschandī kam einer möglicherweise realen Basis der Karotten-Geschichte nahe, als er feststellte, es gäbe „...zwei Arten des Goldes im Sudan. Die eine tritt zur Frühlingszeit auf, wenn es (das Gold) in der Ebene wächst, wenn es Blätter treibt, ähnlich denen des ,nagil' (Hundszahngras); die Wurzeln bestehen aus reinem Gold. Die zweite Art (die einen höheren Wert hat) wird an bekannten Orten an den Ufern des Nigers gefunden, dort wird gegraben und das Gold in Form von Steinen und Kieseln gefunden.“ Damit könnte gemeint gewesen sein, dass nach dem Ende des Hochwassers am Nigerufer Pflanzen gewachsen waren, die man mit den Wurzeln ausgrub und dabei in den Löchern auf die Goldklumpen stieß.
Alvise Cadamostos berichtet im 15. Jahrhundert, wovon er durch arabische Händler und Handel treibende Sanhādschas erfahren hatte. Es ist die typische Version der Europäer, wonach Mittelsmänner (Wangara) in den Handel eingeschaltet waren. Demnach transportierten die Händler Salz mit Kamelen nach Süden, bis sie in eine Region kamen, in der das Salz von schwarzen Trägern übernommen und bis zu einem Fluss gebracht wurde, wo ein anderes schwarzafrikanisches Volk wartete. Am Ufer schichteten sie das Salz zu einzelnen Haufen auf und zogen sich zurück. Die andere Gruppe kam mit großen Booten über den Fluss gefahren, platzierte neben jeden Salzhaufen eine Portion Gold und entfernte sich darauf. Erschien den Salzhändlern nach mehrmaliger Wiederholung dieses Ablaufs das Gold ausreichend, so nahmen sie es mit und hinterließen das Salz für die bootsfahrenden Händler. Gleichwertige Mengen wurden gegeneinander abgewogen. Beide Gruppen bekamen sich in dieser typischen, strukturell an Herodot angelehnten Erzählung nie zu Gesicht. Von den arabischen Schilderungen unterscheidet sich Cadamostos Version durch das Motiv der Boote, die eine Anspielung an die Schiffe der Europäer sein könnten.
Eine Parallele zu den Überlieferungen vom Goldhandel in Ghana sind die Erzählungen von den ungenau – vielleicht am oberen Volta – lokalisierten „Lobi“-Goldfeldern, die es spätestens seit dem Ausgang des Mittelalters gegeben haben soll. Marin Perinbam (1988) präzisiert und stellt die These von 118 Minenorten auf, die in der „Loby-Region“ westlich des Schwarzen Volta im heutigen Süden von Burkina Faso lagen. Unter der Oberherrschaft von Dioula aus dem Kong-Reich stehende „animistische, dezentrale Gruppen“ sollen die Schürfrechte besessen haben. Seit dem 17. Jahrhundert kontrollierten Dioula den Handel an der Strecke von Kong nach Djenné, auf der das Gold transportiert wurde. Zu den Problemen bei der Wiedergabe der historischen Zeugnisse gehört die geographische Bezeichnung „Lobi“, die nicht mit dem Siedlungsgebiet der heutigen Lobi übereinstimmt, die erst nach der Mitte des 18. Jahrhunderts eingewandert sind. Katja Werthmann (2007) hält die Vorherrschaft von Dioula für historisch nicht belegt, sie kamen vermutlich erst ab 1897 im Zuge der französischen Kolonialeroberungen in die Region der Lobi. Die vorkoloniale Goldgewinnung im Gebiet der Lobi, wurde vermutlich von Familiengruppen und nicht von professionellen Goldgräbern durchgeführt. Die ethnische Identität dieser Gruppen ist unklar, denn die Lobi werden namentlich erst ab dem Ende des 19. Jahrhunderts erwähnt. Versuche, die arabischen und portugiesischen Schauermärchen des Spätmittelalters über hässlich deformierte Goldgräber im Zusammenhang mit dem stummen Handel auf die Lobi zu beziehen, hält Werthmann deshalb für abwegig.
Heinrich Schurtz (1900) liefert eine plausibel erscheinende Erklärung für die Einführung des stummen Handels: Der Markthandel entsteht vorzugsweise zwischen Stämmen mit überreichlicher, aber einseitiger und unterschiedlicher Nahrungsmittelproduktion (Ackerbauern und Fischer). Das Bedürfnis nach abwechslungsreicherer Kost drängt zum Austausch. „Dieser Drang kann so stark sein, daß selbst zwischen Stämmen, die sich bekriegen oder aufs äußerste einander mißtrauen, eine Art Markthandel entstehen kann, der dann gern die Form des sogenannten 'stummen Handels' annimmt.“ Schurtz fügt einschränkend hinzu: „...aber schwerlich darf man ihn als die Urform alles Markthandels überhaupt bezeichnen.“ Grierson (1903) führt in seiner zusammenfassenden Abhandlung zahlreiche Schilderungen von stummem Handel aus häufig zweifelhaften Quellen an, ohne den Versuch einer kritischen Bewertung zu machen. In Paul Ehrenreichs 1905 erschienener Besprechungsnotiz von Griersons Werk heißt es als Zusammenfassung und Steigerung von dessen Aussagen: „Der stumme Handel, das einfache Hinlegen von Tauschobjekten an bestimmten Stellen, wobei beide Parteien sich verborgen halten, ist bei vielen Naturvölkern, besonders denen Südamerikas, Afrikas und Australiens, die einzige Form des Güteraustausches. Er bildet in der sozialen Entwicklung des Menschengeschlechts eine überaus wichtige Phase, ...“ Ein Aufsatz Richard Hennigs von 1917 ist in erstaunlicher Gewissheit mit Der stumme Handel als Urform des Außenhandels betitelt.
Über ein halbes Jahrhundert später zieht Lars Sundstrom (1974) den seinerzeit neuartig-radikalen Schluss, der stumme Handel sei bloß ein literarisches Phänomen und sämtliche Berichte hierüber, insbesondere die in der umfangreichen Sammlung bei Grierson enthaltenen, seien lediglich vom Hörensagen überliefert. Dies gelte für den stummen Handel in Afrika, angefangen bei der Schilderung Herodots über die vielfach auf Hörensagen basierenden arabischen Quellen des 13. und 14. Jahrhunderts bis zu den Reiseberichten von Europäern. Den portugiesischen Seefahrer Duarte Pacheco Pereira (1469–1533), der angibt, mit Männern gesprochen zu haben, die den stummen Handel mit Sklaven und Waren mit eigenen Augen sahen, zitiert Sundstrom auch mit der abstrusen Aussage, die afrikanischen Goldhändler hätten sich deshalb im Verborgenen gehalten, weil sie ihre monströsen, deformierten und mit Wunden übersäten Körper nicht zeigen wollten. Sundstrom relativiert Pereira ferner dadurch, dass dieser sich auf ältere arabische Autoren beziehe. Insgesamt macht ihn die oft hervorgehobene Ehrlichkeit beim stummen Handel mit Gold in Afrika skeptisch – in einer ansonsten durch Machtkämpfe geprägten Zeit. In einer Kette von Überlieferungen basiert nach Sundstrom letztlich jeder Bericht auf Herodot.
Paulo de Moraes Farias (1974) wünscht der Analyse Sundstroms mehr Aufmerksamkeit in der Fachwelt und fasst noch einmal die entsprechenden fragwürdigen, in einer Überlieferungskette stehenden Berichte der arabischen und europäischen Chronisten zum westafrikanischen Goldhandel zusammen. Für die einzige arabische Quelle, die nicht auf al-Masʿūdī und Yāqūt zurückgreift, hält Moraes Farias den aus Damaskus stammenden Gelehrten Schihāb al-ʿUmarī (1301–1349), der in seinen Schriften aus den 1340er Jahren Aussagen von Leuten festhält, die den malischen König Mansa Musa 1324 während dessen Haddsch in Kairo erlebt hatten. Da Mansa Musa und seine Gefolgschaft keine Aussage zum stummen Handel machten, obwohl sie sich zum Verhältnis von Mali mit den Produzenten des Goldes ausließen, musste al-ʿUmarī für diesen Aspekt auf einen Scheich aus Almería in Andalusien als Gewährsmann zurückgreifen, dessen Angaben jedoch wie üblich auf Hörensagen basieren. An der Verlässlichkeit der mittelalterlichen Berichte über den stummen Handel in Westafrika insgesamt rüttelt auch die Feststellung, dass in der besten mittelalterlichen Quelle zur westlichen Sudanregion, dem Reisebericht Ibn Battūtas von 1352/53, selbiger nicht erwähnt wird. Auffällig erscheint, dass über Zeitraum und Ort der geschilderten Aktivitäten entweder nichts oder nur äußerst Vages zu erfahren ist. Die zeitgenössischen Informanten dürften aber genauere Kenntnisse vom Weg des Goldes gehabt haben.

## Volkswirtschaftliche Bewertung

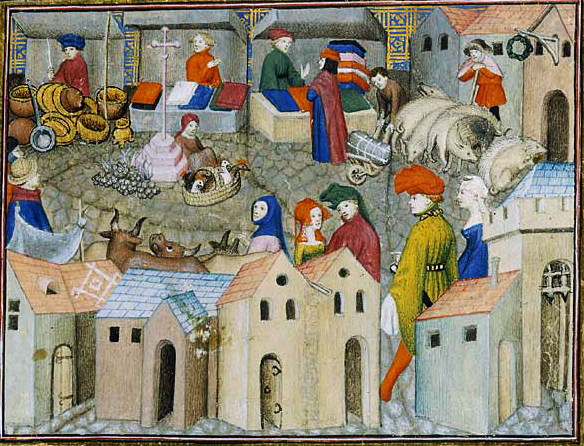
Marktplatz in einer französischen Stadt. Illuminierte Handschrift von Thomas III. de Saluces, Le chevalier errant. Paris, 1400–1405.

Die Institutionenökonomik ist ein einflussreicher Forschungsansatz der Wirtschaftswissenschaft, mit dem die Wechselwirkungen der Wirtschaft mit den gesellschaftlichen Institutionen untersucht werden sollen. Innerhalb dieser Disziplin gibt es Meinungsunterschiede zwischen der älteren Original Institutional Economics (OIE) und der ab den 1970er Jahren hinzugekommenen Neuen Institutionenökonomik oder New Institutional Economics (NIE). Dabei stehen häufig methodologische oder wirtschaftsgeschichtliche Überlegungen im Mittelpunkt, die beide auch am Phänomen des stummen Handels diskutiert wurden.
Der Ausgangspunkt ist die Frage, wie sich aus dem ursprünglichen Austausch von Geschenken innerhalb von Familien ein über die Dorfgrenzen hinausreichender Warenhandel zwischen Fremden entwickeln konnte und welche Rolle die sprachliche Verständigung dabei spielte. Die Schwierigkeit dieser im kulturellen Kontext gestellten Frage verdeutlichen ethnografische Berichte, die elementare Missverständnisse bei der Begegnung von fremden Gruppen aufzeigen. Die Parteien sind sich in jeder Hinsicht fremd und keine versteht die sozialen Wertmaßstäbe der anderen. Ein solcherart typischer Konflikt ereignete sich in der zweiten Hälfte des 19. Jahrhunderts zwischen den Azande (heute im Südsudan und der Zentralafrikanischen Republik) und europäischen sowie arabischen Händlern, die am Elfenbein der Azande interessiert waren und dafür Metalle und Waffen im Angebot hatten. Die Händler überbrachten den Azande-Königen Eisen und Kupfer, welches die Herrscher selbstverständlich als ihrem hohen Rang angemessene Geschenke und als Gegenleistung für eine Sicherheitsgarantie gegenüber den Fremden annahmen. Mit Elfenbein hatten die Azande bis dahin nicht gehandelt. Ein arabischer Händler übergab nun als Brautpreis für die Tochter eines Azande-Königs einige Eisenspeere. Als der Araber abreisen wollte, floh das Mädchen jedoch und kehrte an den Hof ihres Vaters zurück. Daraufhin forderte der Araber die Speere zurück, weil er sie als Tauschware in einem rückgängig gemachten Handel betrachtete. Für den König stellte die Rückgabeforderung dagegen eine Beleidigung dar, denn Speere hatten für ihn ausschließlich einen zeremoniellen Wert und gehörten zu seinen Insignien. Der König gab zwar die Speere zurück, ließ aber die abziehende Karawane überfallen und es kam in der Folge zu mehreren gewaltsamen Auseinandersetzungen zwischen den Azande und ausländischen Handelskarawanen.
Der Wirtschaftshistoriker Douglass North (1920–2015) sieht den Handel sich graduell über das Dorf hinaus bis zu einem regionalen Markt öffnen, sich dabei spezialisieren und schließlich einen Weltmaßstab erreichen. Er erwähnt nicht, auf welche Weise der Übergang zum jeweils nächsten Schritt bewältigt werden konnte. Hier setzen Vertreter von NIE an und postulieren den stummen Handel als ein Verfahren, um in einer frühen Phase dieser Entwicklung den nächsten Schritt zu tun. Sie berufen sich dabei auf Karl Polanyi (1886–1964), ein einflussreicher Kritiker des Freien Marktes, der den Übergang von einer frühen, den Marktgesetzen noch nicht unterworfenen Gesellschaft zur heutigen Marktwirtschaft als „große Umwälzung“ (Great Transformation) beschreibt. Der stumme Handel erscheint als eine – zumindest theoretische – Möglichkeit und für Polanyi reichen seine Ursprünge weit in die Geschichte zurück. Vorgestellt wird die klassische Form des stummen Handels, bei dem sich beide Partner nicht kennen. Bewaffnete Konflikte bleiben aus diesem friedlichen Bild ausgeklammert. Auch wenn sich die Darstellungen des stummen Handels, wie sie von Herodot und in dessen Nachfolge überliefert wurden, bei der historischen Analyse als unglaubwürdig erwiesen haben, ist das Phänomen hier zu einem theoretischen Erklärungsmodell geworden.
Als Modell ist der stumme Handel nur dann eine Option, wenn die sich fremden Handelspartner in keiner der beiden Sprachen, auch nicht über eine dritte Sprache, miteinander kommunizieren können. Der Handel müsste also ohne die eigentlich notwendige Verständnisbasis möglich sein, denn der Spracherwerb gilt gemeinhin für wesentlich, damit Individuen zu einer anderen gegenüber mitteilungsfähigen Interpretation der Realität gelangen können. Dolfsma und Spithoven (2008) halten Handel ohne Verständigung für unmöglich und lehnen damit den stummen Handel als eine hypothetische Zwischenstufe beim sich über die Dorfgrenzen hinaus entwickelnden Warenaustausch ab. In einigen Fachpublikationen wird der stumme Handel weiterhin als historisches Faktum dargestellt.

## Verbreitung
Berichte über stummen Handel sind nahezu aus allen Regionen der Welt überliefert: aus Afrika, Europa, Nordasien, Südasien, Südostasien, Australien und Südamerika. Mit Bezug auf Grierson (1903) galten solche Berichte bis in die 1970er Jahre (erste Kritik durch Moraes Farias, 1974) allgemein als historisch verlässlich. In den keinen Zweifel enthaltenden Worten von John A. Price (1967): „In einem gewissen Zeitabschnitt, an der Wende zur Zivilisation in Afrika, Südostasien, Nordeuropa und Nordasien war der ‚stumme Handel‘ eine bedeutende Form des zwischengesellschaftlichen wirtschaftlichen Austausches, eine unpersönliche Form des Handels ohne sprachliche Kommunikation und sogar ohne Blickkontakt.“
Den meisten ethnographischen Beschreibungen zufolge gab es zwei Arten von stummem Handel:
1. Araber, Europäer oder Chinesen, die Fernhandel betrieben, praktizierten einen stummen Handel mit einheimischen Ethnien am Meeresufer oder an einem Fluss, wie seit Herodot überliefert.
2. Zwischen räumlich enger beieinander lebenden Ackerbauern und nomadischen Jägern oder Fischern fand ein stummer Handel an einer bekannten Stelle zwischen beiden Lebensräumen statt.[37]

### Afrika

Direkter Tauschhandel an der afrikanischen Westküste in der von 1683 bis 1717 bestehenden brandenburgischen Kolonie Groß Friedrichsburg. Die Brandenburger bieten Stoff und Eisenstangen gegen afrikanisches Elfenbein. Tuschezeichnung von Rutger von Langerfeld, 1690.

Auch falls Herodots Schilderung vom stummen Handel mit Gold in Westafrika in den letzten zweieinhalb Jahrtausenden als Fiktion in abgeänderter Gewandung wiederholt worden sein sollte, so ist damit die Frage nach einer gewissen historischen Existenz eines solchen Handels in Afrika nicht geklärt, denn es gibt auch Erzähltraditionen, die eindeutig nicht auf Herodot zurückgehen. 

#### Igala
Roger Blench (1982) zeichnete bei den Igala-Sprechern im südlichen Nigeria eine mythische Erzählung auf, in der seltsame Wesen mit langen Schwänzen namens Amelu vorkommen. Es heißt, die Amelu (àmelù) seien mit den áfùnùnù („diejenigen, denen ein Schwanz wächst“) gleichzusetzen. Sprachlich verbunden ist auch das Meerschweinchen, ikéléku elù, was „die Ratte der àmelù“ bedeutet. Die Amelu sind in der Erzählung außergewöhnliche Wesen, weil sie sämtliche europäische Konsumgüter des Alltags wie Autos, Kühlschränke und Radioapparate an einem unbekannten Ort hergestellt haben. Was ihnen aber fehlte, war Salz, und deshalb brachten sie ihre modernen Konsumgüter zum Markt, um sie gegen Salz einzutauschen. Da sie sich ihrer langen Schwänze schämten, kamen sie frühmorgens zum Markt, hoben dort Löcher im Boden aus, in denen sie ihre Schwänze verbargen und blieben den ganzen Tag reglos über dem Loch hocken, bis der letzte europäische Händler verschwunden war. Vor sich hatten sie ihre Güter ausgebreitet, neben die ihre Handelspartner Salz abstellten. Erschien einem Amelu die Menge an Salz ausreichend, so nickte er mit dem Kopf und der andere nahm die Waren mit. Bei dieser Erzählung hapert es stellenweise an der inneren Logik, die Struktur erinnert jedoch an Herodots Überlieferung.
Die zugrunde liegenden Elemente der Erzählung sind der Handel zwischen sich fremden, ungleichen Partnern und das Verlangen nach besonderen, wertvollen Dingen, während gerade die Fremdheit eine Gefahr für die Handeltreibenden bedeutet und Abstand verlangt. Der stumme Handel erscheint als Möglichkeit, die prinzipielle Problematik solcher Begegnungen zu bewältigen. Der Hintergrund für diese Igala-Erzählung ist die Kolonialzeit, die als ein tiefgreifender gesellschaftlich-kultureller Einbruch empfunden wurde und ein Gefühl der Erniedrigung hinterließ. Dagegen treten die Amelu als sympathische, moralisch überlegene Wesen auf, die zwar von Natur aus benachteiligt sind, sich aber gegen die Fremden behaupten können, die mit dem Angebot einer billigen Tauschware (Salz) aus den Afrikanern Profit herausschlagen wollen. In einem Detail, der Beschreibung der Körperanomalien, erinnert die Erzählung an die Aussage des Portugiesen Pereira (um 1506–08), die Einheimischen (in Ghana) hätten Gesichter, Zähne und Schwänze wie Hunde.

#### Aksumitisches Reich
Das aksumitische Reich, das im 1. Jahrtausend im Gebiet des heutigen Eritrea und im Norden von Äthiopien bestand, betrieb einen Tauschhandel mit Primitivgeld in Form von Salzbarren (Amolen), Eisenbarren, Stoffen und Schmuck. Ab der zweiten Hälfte des 3. Jahrhunderts prägte das aksumitische Reich als einziges afrikanische Land eigene Münzen. Neben der Geldwirtschaft wurde weiterhin parallel der Handel mit den Tauschobjekten betrieben, teilweise bis ins 20. Jahrhundert, obwohl nach der marktwirtschaftlichen Theorie eingeführtes Geld den Tauschhandel verdrängen sollte. Die früheste Beschreibung vom aksumitischen Tauschhandel liefert der griechische Autor Kosmas Indikopleustes aus Alexandria in seiner um 550 verfassten „Christlichen Topographie“.
Nach Kosmas betrieben die vom aksumitischen König in ferne Goldländer gesandten Karawanen eine Art von stummem Handel: Sie zogen mit Ochsen, Salz und Eisen in das Gebiet der Goldschürfer und wenn sie in dessen Nähe angekommen waren, machten sie Halt und schlugen ihr Lager auf, das sie mit einem hohen Ring aus Dornengestrüpp umfriedeten. In dem Lager hielten sie sich auf, schlachteten den Ochsen und breiteten die Fleischteile zusammen mit dem Salz und Eisen auf den Dornen aus. Daraufhin kamen die Einheimischen und legten einen oder mehrere Goldnuggets auf das Fleisch, Salz oder Eisen, das sie haben wollten und zogen sich bis in einige Entfernung zurück. Dann schaute der aksumitische Eigentümer der Waren nach, ob ihm das Gold ausreichend erschien und nahm es in diesem Fall mit. Dies beobachtete der Goldhändler und nahm nun das Fleisch, Salz oder Eisen an sich. Ansonsten musste, wie bei den anderen Schilderungen eine der Parteien solange nachlegen, bis beide zufrieden waren. Kosmas kommentiert: So ist der Tauschhandel mit den Leuten dieses Landes, weil sie eine andere Sprache sprechen und Übersetzer kaum zu finden sind.
Außer dem Problem der Verständigung wird der stumme Handel mit der feindseligen und von Furcht geprägten Atmosphäre, in der sich beide Parteien begegnen, begründet.

#### Zentralafrika
Afrika galt als der Kontinent nicht nur mit der längsten, sondern auch mit der am weitesten verbreiteten Tradition von stummem Handel. Der Afrikanist Diedrich Westermann (1921) beschreibt den stummen Handel zwischen den Gola (im Gebiet von Liberia und Sierra Leone) und den Kpelle, die im Auftrag und teils als Sklaven der Gola deren Felder bestellten. Der Handel zwischen beiden Völkern soll stumm und außerhalb der Dörfer erfolgt sein. Daran soll das Wort für „Markt“, dowo, erinnern, das „Buschland“ bedeutet.
Aus dem damaligen Belgisch Kongo berichtet der britische Offizier Guy Burrows (1861–1912) über die Pygmäen, deren einzige Beschäftigung die Jagd sei, von der sie sich überwiegend ernähren. Da sie außer der tierischen auch pflanzliche Nahrung brauchen, so erklärt Burrows 1899, lassen sich die nomadischen Pygmäen üblicherweise in der Nähe eines Bantu-Dorfes nieder, wo sie Bananenplantagen erwarten können. Wenn ein Pygmäe von der Jagd heimkehrt, begibt er sich zur nächsten Bananenplantage und wickelt dort kleine Stücke Fleisch sorgfältig in Gras oder Blätter ein. Dann schneidet er eine Staude mit Kochbananen ab und befestigt eines seiner Fleischbündel an dem Bananenstamm als eine Art von Bezahlung. Dies ist ein allgemein akzeptierter Brauch. Manchmal schießt der Pygmäe einen Pfeil in den Stamm einer Bananenpflanze, deren Früchte er sich für später reservieren will. Der Eigentümer der Banane wird diesen Wunsch respektieren und den Pfeil nicht entfernen, so Burrows.
Außerdem erwähnt Burrows den Eintausch von Speeren, Pfeilspitzen und Messern von den Bantu-Nachbarn der Pygmäen gegen deren Trockenfleisch, wobei er offenlässt, wie dieser Handel abgewickelt wurde. Dass dies ebenfalls durch stummen Handel geschah, schildert 1925 der ungarische Ethnologe Emil Torday (1875–1931):

„Um Gemüse oder Eisen (das sie für ihre Pfeile, Messer und Speerspitzen brauchen) zu erhalten, praktizieren sie die primitivste bekannte Form des Tauschhandels: Ein Tier, das sie getötet haben, wird nachts am Eingang eines Dorfes abgelegt. In der nächsten Nacht kehren sie zurück, um die Gegengabe in Empfang zu nehmen, die sie am selben Ort erwarten, an dem sie ihr Wild abgelegt haben.“

Der Brauch, jemand anderem ein „Geschenk“ zu machen und dafür im Gegenzug eine beliebige wertvollere Sache von jenem zu fordern, sei in Afrika besonders ausgeprägt, schließt Grierson (1903) aus den von ihm erwähnten Beispielen, bei denen Europäer die Leidtragenden waren, weil sie lieber nach den eigenen Vorstellungen Kaufabschlüsse getätigt hätten. Der individuelle Handel stelle eine junge Kulturform dar, argumentiert der Ethnologe Willy Fröhlich (1940), im Unterschied zum sehr alten stummen Handel, der zwischen sich fremden Gruppen getätigt worden sei. Als Beispiel für letzteren nennt er den aus einem „ökonomischen Bedürfnis“ erwachsenen Warenaustausch zwischen zentralafrikanischen Bantu und Pygmäen, weil zwischen beiden „wirtschaftliche Gegensätze aufeinander stoßen (Jäger – Fischer – Hirten – Bodenbauer)“. Zwischen stummem Handel und Markthandel in Afrika sieht Fröhlich jedoch keine lineare Entwicklung. Abgesehen von der Gemeinsamkeit, dass beide Handelsformen häufig an der Grenze zwischen Stammesgebieten stattfinden, war der stumme Handel demnach ein von Männern organisierter Fernhandel, während der moderne Markthandel ein Binnenhandel unter Nachbarn ist, den überwiegend Frauen bewältigen.

### Nordeuropa und Nordasien

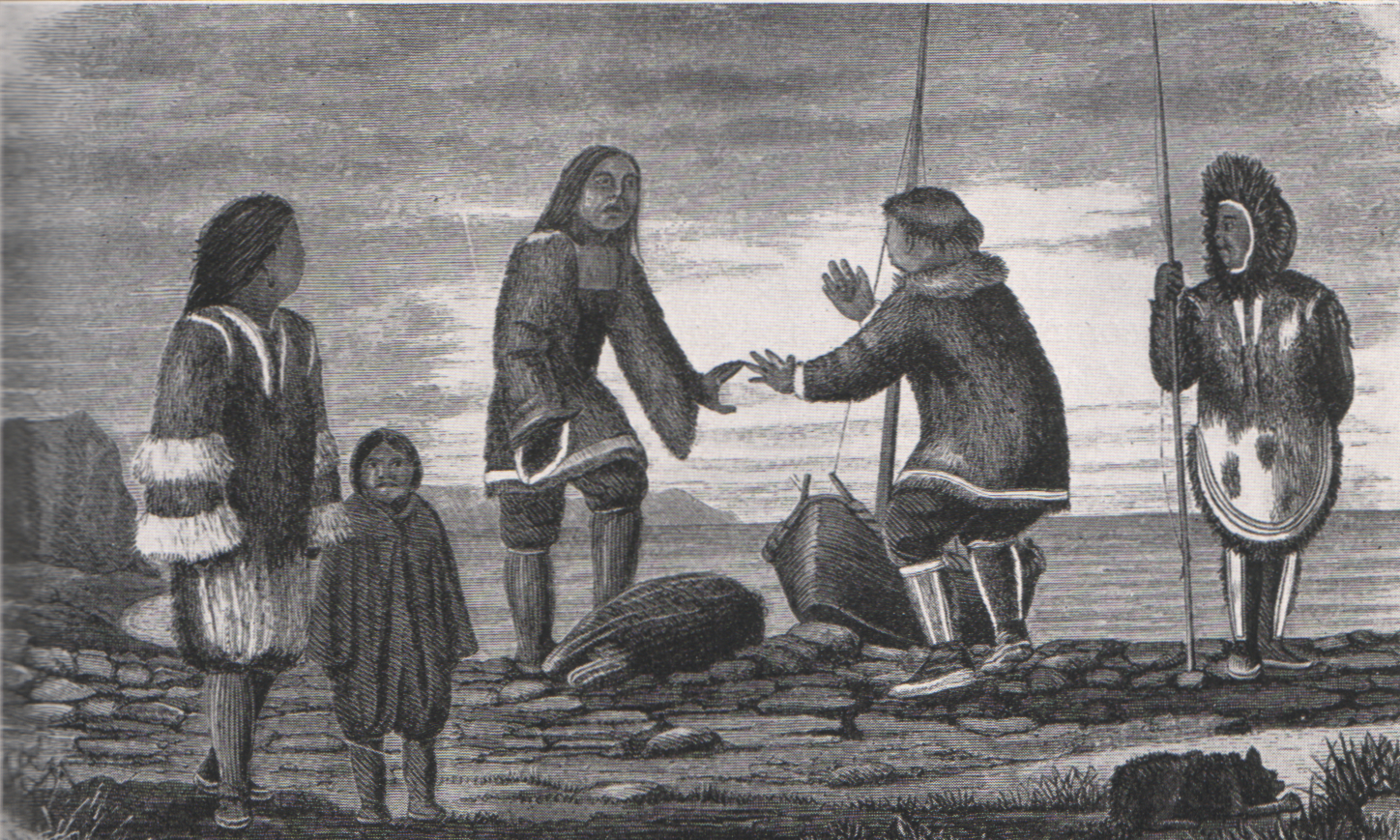
Pelzhandel zwischen Tschuktschen und Eskimos auf einer Insel in der Beringstraße. Buchillustration von 1911

Etlichen Berichten aus dem 19. Jahrhundert zufolge gab es stummen Handel zwischen Völkern in Nordeuropa und in Nordasien (Sibirien). Laut arabischen Quellen trieben die Wolgabulgaren ab dem 10. Jahrhundert einen stummen Handel mit Russen, so steht es in der zwischen 1851 und 1879 erschienenen „Geschichte Russlands seit den ältesten Zeiten“ (Band 1, Kapitel 8) des russischen Historikers Sergei Michailowitsch Solowjew (1820–1879). Zentrum des Pelzhandels war die russische Stadt Bolgar an der Wolga. Der aus Syrien stammende Historiker Abu’l-Fida (Abulfeda, 1273–1331) schildert den Pelzhandel in Bolgar aus eigener Beobachtung und fügt hinzu, was er von einem Augenzeugen erfuhr: Es gäbe weiter nördlich am Nordmeer Völker, die Handel trieben, ohne dass sich die Handelspartner sehen. Laut Abu’l-Fida zeigt eine Karawane ihre Ankunft an und begibt sich an ihren Lagerplatz. Dann legen die Händler ihre Waren und einen Zettel am vereinbarten Platz nieder und kehren ins Lager zurück. Die Einheimischen legen ihre Felle neben die Waren und entfernen sich. Die Händler nehmen die ihnen genehmen Felle oder die Handelsprozedur wird weiter fortgesetzt, bis sich beide Seiten geeinigt haben. Was auf den Zetteln geschrieben stand, ist nicht überliefert, für Richard Hennig (1930) zeigt sich aber aus der Erwähnung von Zetteln und mehreren Handelsplätzen, dass der stumme Handel mit Pelzen im Norden des wahrscheinlich europäischen Teils von Russland gut organisiert und verbreitet war und dass sogar gelegentlich arabische Händler dorthin kamen.
Einem 1561 in Basel veröffentlichten Bericht des italienischen Geschichtsschreibers Paolo Giovio (1483–1552) zufolge gab es den gleichen Pelzhandel noch im 16. Jahrhundert in Lappland:

„Die Lappländer vertauschen die schneeweißen Pelze, die wir Hermelin nennen, mit allerlei Waren, doch so, daß sie jedes Gespräch und jeden Anblick der Händler in so hohem Maße vermeiden, daß sich der Warenhandel, wenn eine Schätzung der Verkaufswaren von beiden Seiten erfolgt ist und die Felle mitten auf dem Platz zurückgelassen sind, mit unbekannten Abwesenden in äußerster Ehrlichkeit (sincerissi ma fide) vollzieht.“

Es gibt einige Berichte, wonach sich in Nordasien ein stummer und halbstummer Handel mit Pelzen zwischen Eskimos und Tschuktschen noch im 17. und bis ins 19. Jahrhundert erhalten hat. Ein halbstummer Pelzhandel ist, was dem Tschuktschen-Ethnographen Wladimir Germanowitsch Bogoras (1865–1936) zufolge „in sehr alter Zeit“ (etwa im 17. Jahrhundert) üblich war: Die Parteien kamen aus Angst vor Feindseligkeiten außerhalb des Dorfes am flachen Meeresufer schwer bewaffnet zum Handelsplatz und boten sich in voller Kampfausrüstung ihre Waren auf Lanzenspitzen an. Oder sie streckten sich die Waren mit einer Hand entgegen, während sie in der anderen ein Messer hielten, bereit, um bei der geringsten Provokation anzugreifen. Die folgende Darstellung Bogoras über Tschuktschen handelt von „den Unsichtbaren“, die in einem großen Wald leben:

„Wenn sie zum Handel kommen, kann man nur die Fuchs- und Biberhäute sehen, die sie in der Hand halten, und es hat den Anschein, als bewegten sich die Pelze von selber fort. Sie kommen dann unseren Händlern an den Waldrand entgegen und rufen: ‚Wir wollen handeln.‘ Die Händler nehmen ein Bund Tabak und werfen es hinüber. ‚Tabak, Tabak‘ schallt es durch den Wald, aber es ist Niemand zu sehen. Nach einer Weile wird eine Tasche mit Fuchs- oder Biberfellen vom Walde her geschleudert.“

Mit Seefahrern trieben die Tschuktschen im 17. Jahrhundert auch den typischen stummen Handel, bei dem sie Pelze, Elfenbein und Elfenbeinschnitzereien am Meeresufer deponierten.
Der erwähnte Solowjew berichtet außerdem (Band 5, Kapitel 3) von einem stummen Handel im 16. Jahrhundert zwischen Russen und Samen im Norden des europäischen Teils von Russland und östlich des Ural am Ob. Im äußersten Osten Sibiriens, an der Beringstraße, pflegten dem Ethnologen Adolf Bastian (1873) zufolge die Tschuktschen auf dem asiatischen Festland einen stummen Handel mit den Bewohnern der Sankt-Lorenz-Insel. Letztere handelten mit Pelzwaren. Russen sollen in Sibirien früher allgemein durch stummen Handel zu Pelzwaren gekommen sein. Weiter südlich brachten laut dem Geographen Karl Andree (1877) die auf den Kurilen lebenden Ainu ihre Waren an den Strand, um am folgenden Tag zurückzukehren und die von den Russen abgelegten Tauschgüter abzuholen.

### Schmiedesagen in Europa
Zum indirekten Beleg eines wahrscheinlich früher in Europa existierenden stummen Handels wurden Schmiedesagen herangezogen, in denen Elemente des Topos eine zentrale Rolle spielen. Auf diese Verbindung zum Mythos wies zuerst Max Förster (1907) hin.
Schmiede treten in den Sagen als Menschen oder als jenseitige Wesen in Zwergengestalt auf. Sagen von schmiedenden Zwergen sind vor allem aus dem nördlichen Mitteleuropa und aus Skandinavien bekannt. Manche Erzählungen handeln von erzabbauenden Bergmännchen in den Alpen. Der Wohnort dieser Zwerge sind bestimmte Hügel, von denen es heißt, dort werde ihr Hämmern oder das knisternde Feuer ihrer Essen gehört. Wie Schmieden im Allgemeinen werden auch schmiedenden Zwergen magische Fähigkeiten und ein geheimes Wissen zugeschrieben, weshalb sie entsprechend besondere Werkzeuge oder Waffen anfertigen können. Der gegenseitige Austausch von Waren wird in den Schmiedesagen um den Tausch von Waren oder Geld gegen Auftragswerke, also Dienstleistungen erweitert. Dem Prinzip des stummen Handels folgend bleiben die Zwerge unsichtbar, auch wenn sie bei ihrer Arbeit zu hören sind. Außerdem besteht eine strikte Trennung zwischen der Welt der Menschen und der Zwerge. Schmiede können in den Erzählungen als Helfer der Menschen auftreten oder ihnen Schaden zufügen. Wenn jemand sich nicht peinlich genau an die Vereinbarungen des stummen Handels hält, rächen sich die Zwerge oder sie brechen die Beziehungen zu den Menschen ab und ziehen sich zurück. Sie verschwinden auch, wenn sie unerbetene Geschenke erhalten. Die Strafe erfolgt eigentlich für die Verletzung der Distanzregeln zwischen der menschlichen und der dämonischen Welt.
Beim stummen Handel mit schmiedenden Zwergen legt der Auftraggeber beispielsweise einen zu reparierenden Gegenstand und Lebensmittel oder manchmal eine Münze auf einen Stein vor einer Höhle und am nächsten Morgen findet er dort die vollendete Arbeit des Schmiedes. Aufträge über Neuanfertigungen werden an den vereinbarten Stellen in der Natur mit lauter Stimme gerufen oder auf einem Zettel hinterlassen. Der Schmiedezwerg legt der Auslieferung einen Zettel mit der Rechnung bei, die genau beglichen werden muss. Max Förster erkennt den in den Sagen überlieferten „Ursprung dieser Form des Verkehrs zwischen Menschen und Schmieddämon ... als Niederschlag jenes ehemaligen primitiven Kulturzustandes, des oben geschilderten stummen Tauschverkehrs.“ Eine dieser Sagen ist die von Wieland dem Schmied in einer lokalen Ausschmückung, die um das Wayland’s Smithy genannte prähistorische Hügelgrab im Süden Englands erzählt wurde. Der Archäologe und Archivar Francis Wise gab 1738 zusammen mit einer Beschreibung des Steingrabs auch die mündliche Überlieferung wieder: „An diesem Ort lebte früher ein unsichtbarer Schmied. Falls das Pferd eines Reisenden auf dem Weg ein Hufeisen verlor, so musste der Reiter nichts weiter tun, als sein Pferd mitsamt etwas Geld an diesen Ort bringen und dort für einige Zeit zurücklassen. So er dann zurückkehrt, findet er das Geld verschwunden, aber das Pferd neu behuft.“ Das Steingrab habe bei der Lokalbevölkerung schon immer Wayland’s Smithy („Wielands Schmiede“) geheißen, so Wise. Förster äußert abschließend die Vermutung, die Mythen vom stummen Handel könnten sich auf die ersten Handelskontakte zwischen Germanen und Kelten in der Latènezeit (ab etwa dem 4. Jahrhundert v. Chr.) zurückbeziehen.
In Deutschland sind Sagen von schmiedenden Zwergen vor allem aus Westfalen und dem Harz bekannt. Eine Sage vom Darnsee nahe der niedersächsischen Stadt Bramsche, aufgezeichnet vom Indogermanisten Adalbert Kuhn (1859), enthält sämtliche Elemente vom Ablauf eines stummen Handels mit einem Schmied, der jedoch in diesem Fall nicht als Zwerg vorgestellt wird.

„Hier im Darmssen hat nun vor alter Zeit ein Schmied gewohnt, der hat den Leuten alle Schmiedearbeit gemacht, die sie wünschten; sie haben nur auf einen Zettel zu schreiben brauchen, was sie haben wollen, und ihn dann auf eine bestimmte Stelle am See legen müßen, dann hat auch schon am andern Tage die Arbeit nebst einem Zettel dagelegen, worauf die Summe, die sie zu zahlen hatten, gestanden hat. Einer hat aber einmal gedacht: ei was! du hast, was du willst, was sollst du noch bezahlen? Und ist ohne Zahlung wieder fortgegangen; seitdem arbeitet der Schmied in dem Darmssen nicht mehr.“

Ein zentrales Element dieser Schmiedesagen – unbemerkt, fleißig und erstaunlich schnell über Nacht etwas Hilfreiches zu tun – charakterisiert auch die Kölner Sage von den Heinzelmännchen. Die älteste mythische Erzählung eines stummen Handels mit einem Schmied liefert der griechische Seefahrer Pytheas (um 380 – um 310 v. Chr.), der in einem Scholion zur Argonautensage des Apollonios von Rhodos (295–215 v. Chr.) enthalten ist. Darin werden die sieben Liparischen Inseln als die Ambosse des mythischen Schmieds Hephaistos beschrieben. Hephaistos hält sich auf den beiden Inseln Lipari und Stromboli auf, von wo man sein Hämmern weithin hört. Es heißt, früher habe jeder unbearbeitetes Eisen dort hinbringen und am nächsten Tag ein Schwert oder einen anderen bestellten Gegenstand abholen können, wenn er dafür einen Lohn abgelegt hatte.

### Arabien

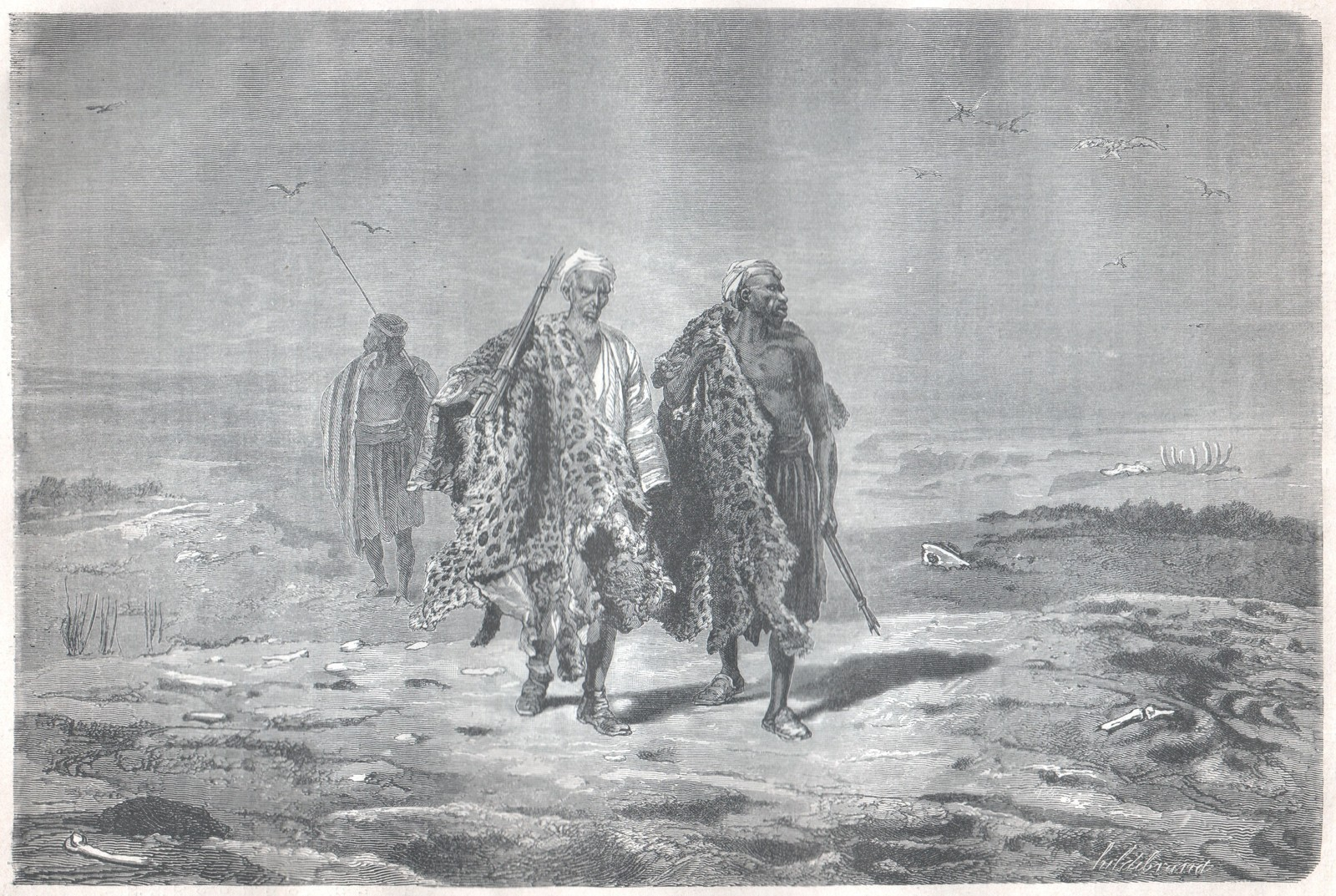
Händler mit Leopardenfellen im Irak. Aus der französischen Illustrierten Le Tour du Monde von 1867.

Das traditionelle islamische Wirtschaftsrecht nimmt wie alle aus dem Islam abgeleiteten Vorschriften letztlich die Äußerungen des Propheten Mohammed und die Berichte über seine Zeit zum Vorbild. Zwischen der islamischen Zeit und der durch sie abgelösten vorislamischen Zeit der Dschāhilīya durchzieht gemäß der islamischen Tradition eine Trennlinie alle gesellschaftlichen Bereiche. So lehnte Mohammed die bisherigen Marktplätze ab und legte neue fest. Islamische Quellen beschreiben Handelsformen aus vorislamischer Zeit mit dem häufig genannten Merkmal, stumm oder geheim abzulaufen. In den Beschreibungen geht es um die wirtschaftliche und gesellschaftliche Situation Mohammeds und seiner Anhänger in Medina; über andere Orte und über die vorislamischen Handelsmethoden ist jedoch wenig bekannt. Die in Arabien in vorislamischer Zeit jährlich stattfindenden Märkte werden in der hadīth al-aswāq („Bericht von den Märkten“) genannten und im 9. Jahrhundert beginnenden Überlieferungstradition aufgeführt und mit Geringschätzung den unter islamischem Recht stehenden Märkten gegenübergestellt.
Unterschieden werden zwei oder seltener drei Formen von vorislamischem Handel, die alle von Mohammed verboten worden sein sollen: Beim „Verkauf durch Berühren“ (mulamāsa) erwirbt der Käufer einen Gegenstand allein dadurch, dass er ihn berührt, ohne ihn vorher gesehen oder irgendwie geprüft zu haben. Weil die Kenntnis vom erworbenen Gegenstand unzureichend ist, gilt der Erwerb nach islamischem Recht als riskant und ungültig. Alternativ bedeutet das Berühren, dass der Käufer diese Ware für sich reservieren möchte. Beim „Verkauf durch Werfen“ (munābadha) wirft in den meisten Fällen der Verkäufer den Gegenstand dem Käufer zu, in manchen Beschreibungen wirft der Käufer auch etwas zurück. Einige Autoren verbanden diese Praxis mit einer anderen, die „ein Steinchen werfen“ heißt und für mehrere Interpretationen offen ist. Es kann so verstanden werden: Der Verkäufer wirft einen Stein und verkauft dasjenige Kleidungsstück, auf dem der Stein landet oder der Steinwurf bedeutet, dass der Verkauf dieses Kleidungsstücks besiegelt ist. Möglich ist auch das Verständnis: Jemand verkauft Land bis nach dort, wohin sein geworfener Stein fliegt, womit ausgedrückt wird, dass dem Käufer so lange die Wahl zwischen den vorgelegten Waren bleibt, bis der Verkäufer den Stein wirft.
So fasste der syrische Rechtsgelehrte an-Nawawī (1233–1277) die Verkaufsregeln zusammen. Nachfolgende Interpreten verstanden die geschilderten Situationen anders, etwa, dass es sich nicht um eine zum Verkauf stehende Kleidung, sondern um die Kleidung handele, die beide Parteien am Leib tragen und daher ein Tausch stattfinde. Unabhängig von der Auslegung haben die geschilderten Handelspraktiken gemein, dass sich beide Parteien still oder nahezu still verhalten, was in einem starken Gegensatz zu einem realen Marktgeschehen steht, aber eine teilweise Parallele zum seit Herodot überlieferten stummen Handel darstellt. Die Parteien beim vorislamischen Handel sind jedoch füreinander nicht unsichtbar.
Einen klassischen stummen Handel gab es dem griechischen Philosophen Theophrastos (371–287 v. Chr.) zufolge im antiken Königreich Saba auf der Arabischen Halbinsel. Dort wurden im Tempel des Sonnengottes Weihrauch und Myrrhe so gehandelt, dass beide Parteien sich weder sehen noch hören konnten. Ein Drittel des Verkaufserlöses ging als Steuer an den Tempel. Die vorislamischen Handelspraktiken könnten ein Versuch gewesen sein, eine gewisse autoritative Ordnung und Disziplin auf dem Markt einzuführen, indem der Ablauf mit der Sphäre des Religiösen und Herrschaftlichen in Beziehung gebracht wird. Tatsächliche Verständigungsprobleme oder der Wunsch, durch Schweigen den Status des eigenen Stammes aufrechtzuerhalten, könnten ebenfalls einen Einfluss gehabt haben.

### Südamerika
In Südamerika diente der stumme Handel, über den zahlreiche Berichte vorliegen, hauptsächlich dazu, einen ersten Kontakt mit bis dahin isolierten indigenen Völkern herzustellen, um sie zu befrieden. Im brasilianischen Bundesstaat Mato Grosso lebende indigene Völker werden unter dem Namen Xingú zusammengefasst. Die ersten Fremden am Oberlauf des Río Xingú waren ab 1926 amerikanische protestantische Missionare, die sich nach einigen Jahren wieder aus dem Gebiet zurückzogen. Zum Schutz der Indianer vor eindringenden Abenteurern wurden zwischen 1920 und 1954 schrittweise Posten eingerichtet. Der Austausch von Gütern unter den einzelnen Gruppen in diesem Gebiet dürfte früher, so vermutet der Ethnologe Günther Hartmann (1986), als stummer Handel oder offen bei formellen gegenseitigen Besuchen und abgesprochenen Handelsfahrten erfolgt sein.
Adrian Cowell behandelt in seinem Erlebnisbericht The tribe that hides from men (1973, ein Dokumentarfilm erschien mit dem gleichen Titel 1970), wie die Brüder Villas-Bôas (Orlando, Cláudio und Leonardo) im Jahr 1943 eine Expedition zu einigen bislang nicht kontaktierten feindseligen Stämmen der Xingú anführten, mit dem Ziel, diese zu befrieden. Dadurch sollte ermöglicht werden, ein Schutzgebiet für die indigenen Völker einzurichten, was 1961 mit der Gründung des Parque Indígena do Xingu umgesetzt wurde. Cowell beschreibt die Bemühungen der Brüder Villas-Bôas auf mehreren Expeditionen. Um die Indigenen zu befrieden, deponierten sie Macheten, Perlen und andere verlockende Dinge im Dschungel zum Zeichen ihrer freundlichen Gesinnung und in der Hoffnung, die Indigenen würden die Dinge mitnehmen und etwas von sich dafür zurücklassen. Um sich selbst vor Angriffen zu schützen, befestigten sie solche Gegenstände auch unmittelbar außerhalb ihres Lagers. Dies war eine in Brasilien weithin bekannte Methode der Kontaktaufnahme.
Ein als zuverlässig geltender Bericht des britischen Bauingenieurs Charles Napier Bell (1835–1906) stellt eine Art von stummem Handel dar, wie er in den 1850er und 1860er Jahren an der Miskitoküste in Nicaragua von den an Flüssen lebenden Indianergruppen Smoos (Ulvas, Woolwas, am Toongla-Fluss) und Twakas (am Twaka-Fluss) mit der Küstenbevölkerung stattfand. Die Siedler an den Flüssen tauschten Tiger- und Rehwildfelle, Kakao, Mais und Kochbananen gegen die Waren der Indios an der Küste, unter anderem Kleider, Perlen, Eisentöpfe, Besteck, Angelhaken und Salz:

„Der schlichte Handel wird ohne Aufwand und ohne Wettbewerb durchgeführt. Der Warenwert ist aus Gewohnheit festgelegt und keinerlei Betrug oder Fälschung ist möglich oder vorstellbar. Sie haben sehr viel Vertrauen in die Fairness der Transaktion. Häufig habe ich an Flussmündungen einen entrindeten und bemalten Stock an einer bestimmten Stelle eingepflanzt gesehen. Beim Anlanden fand ich in den Bäumen Kochbananen, Körbe mit Mais, Fladen von toonoo (Naturkautschuk), Stoffe und Felle hängen. An jedem Gegenstand war ein Muster von dem befestigt, was im Gegenzug erwartet wurde, etwa ein Angelhaken am einen, ein paar Perlen an einem anderen, etwas Salz am nächsten und so weiter. Diese Dinge waren dort in der Erwartung platziert, dass die auf dem Hauptfluss vorbeifahrenden Küsten-Indios den gewünschten Tauschhandel ausführen würden. Wenn nach einiger Zeit die Dinge immer noch unberührt geblieben sind, bringen die Fluss-Indios sie zu den Küstendörfern.“

### Ostasien
Von Plinius dem Jüngeren (um 61 – um 113) ist Richard Hennig (1917) zufolge ein nicht klar lesbarer Text überliefert, der sich auf das „Land Seres“ (altgriechisch für China) hinter dem „Emolischen Gebirge“ (Himalaya) bezieht. Mutmaßlich richtig übersetzt beginnt die fragliche Stelle: „Die Waren, die am andern Ufer des Flusses neben die Verkaufsstände gelegt werden, werden von ihnen mitgenommen, wenn ihnen der Tausch zusagt,...“. Etwas früher im 1. Jahrhundert n. Chr. wusste bereits der römische Geograph Pomponius Mela zu berichten: „Die Serer sind ein Volk voller Gerechtigkeit und sehr bekannt durch ihren Handel mit Tauschgegenständen, die in der Wüste niedergelegt werden, ohne daß jemand dabei bleibt.“ Diese altchinesische Tradition bestätigt der Geograph Ernst Tiessen (1871–1949) und ergänzt: „Dabei wird kein Wort gesprochen.“
Eine chinesische Quelle aus dem 14. Jahrhundert enthält ein Textfragment über den Handel zwischen den Ainu auf der Insel Sachalin und den Yeren („Wilde“, gemeint Jurchen in der Amur-Region) während der Yuan-Dynastie (1279–1368). Demnach waren die in Felsspalten in den Bergen lebenden Hermeline in Nordchina sehr beliebt. Die Jurchen richteten auf der Insel Handelsorte ein, wo sie chinesische Waren gegen Hermeline tauschten, ohne den Ainu direkt zu begegnen. Der stumme Handel könnte eine Möglichkeit gewesen sein, um Sanktionen der chinesischen Obrigkeit zu vermeiden, denn die Ainu der Insel Sachalin befanden sich in einem jahrelangen Konflikt mit den Yuan-Chinesen. Dass dieser Handel in einem chinesischen Dokument erwähnt wird, spricht dafür, dass die chinesischen Behörden davon wussten und den Handel der begehrten Felle wegen tolerierten.
Der französische Priester Abbé Jean-Baptiste Grosier (1743–1823) bestätigt in seiner allgemeinen Beschreibung Chinas von 1785 den Einsatz des stummen Handels in der jüngeren Geschichte zwischen Chinesen und „wilden Völkerschaften“.

### Südostasien und Südsee

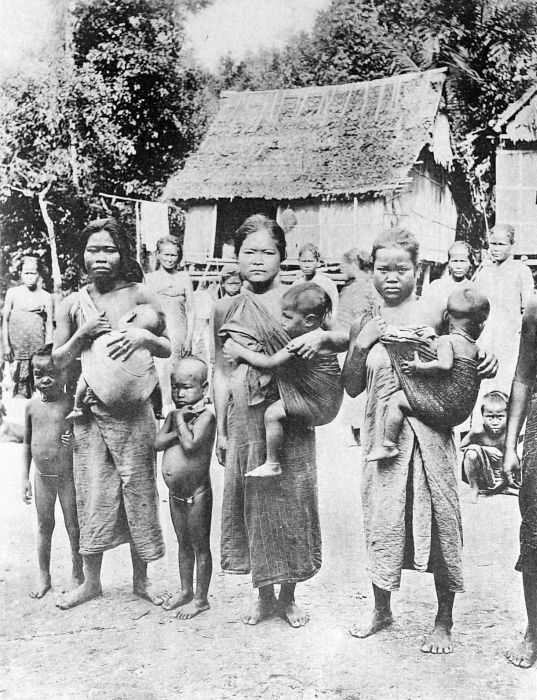
Eine Gruppe Frauen und Kinder der Kubu (Orang Rimba) im Süden Sumatras. Ehemals isoliert lebende Waldnomaden, die seit langem sesshaft sind und in Kontakt mit Europäern stehen. Erste Jahrzehnte des 20. Jahrhunderts.

Stummen Handel soll es in Südostasien schon sehr lange zwischen Naturvölkern und indischen, chinesischen oder arabischen Händlern gegeben haben, möglicherweise bereits vor der Zeitenwende. In der ersten Hälfte des 1. Jahrtausends kamen buddhistische Händler aus Indien auf die Malaiischen Inseln, ihnen folgten hinduistische und arabische Seefahrer, die mit den Chinesen Handelsbeziehungen knüpften. Der wesentliche Handel zwischen den Nationen lief nach dem für mächtige Herrscherhäuser üblichen Zeremoniell ab. Europäer kamen erst relativ spät (im 16. Jahrhundert) als Händler und Eroberer nach Südostasien und betrieben generell keinen stummen Handel. Dieser beschränkte sich den Berichten zufolge auf den Warenaustausch mit kleineren Völkern.
Beispielsweise wird über stummen Handel berichtet, der zwischen den isoliert im Tieflanddschungel im Süden Sumatras lebenden Orang Rimba (Kubu) und malaiischen Händlern vom 17. Jahrhundert bis zum Ende des 19. Jahrhunderts praktiziert wurde. Dem amerikanischen Anthropologen Edwin M. Loeb (1935) zufolge kamen die Kubu zur Zeit der malaysischen Vorherrschaft nie in direkten Kontakt mit den Händlern, sondern blieben stets unsichtbar, deponierten ihre angebotenen Naturalien an einer Stelle auf dem Boden, verschwanden und kehrten später zurück, um die von den Malaien gebotene Bezahlung abzuholen. Gegenüber den primitiven Kubu sei der Handel nie besonders fair gewesen, ergänzt Loeb. Die gleiche Beschreibung von den Kubu, die alle Komponenten eines stummen Handels enthält, gibt der Ethnologe Max Schmidt (1926).
Die beiden genannten Sozialwissenschaftler waren nicht die ersten, die sich zum stummen Handel bei den Kubu äußerten. Der britische Forschungsreisende und Botaniker Henry Ogg Forbes, der von 1878 bis 1883 in Indonesien unterwegs war, beschäftigt sich in seinem Forschungsbericht von 1885 ausführlich mit der Lebensweise der „wilden“ und „scheuen“ Kubu, die er selbst traf, die aber kaum ein Europäer je zu Gesicht bekommen habe. Die Kubu boten die von ihnen im Dschungel erlegten Wildtiere den Malaien im Tausch gegen Messer und Speere an, da sie keinerlei handwerklichen Fertigkeiten besaßen. Forbes schildert einen stummen Handel mit allen typischen Elementen.

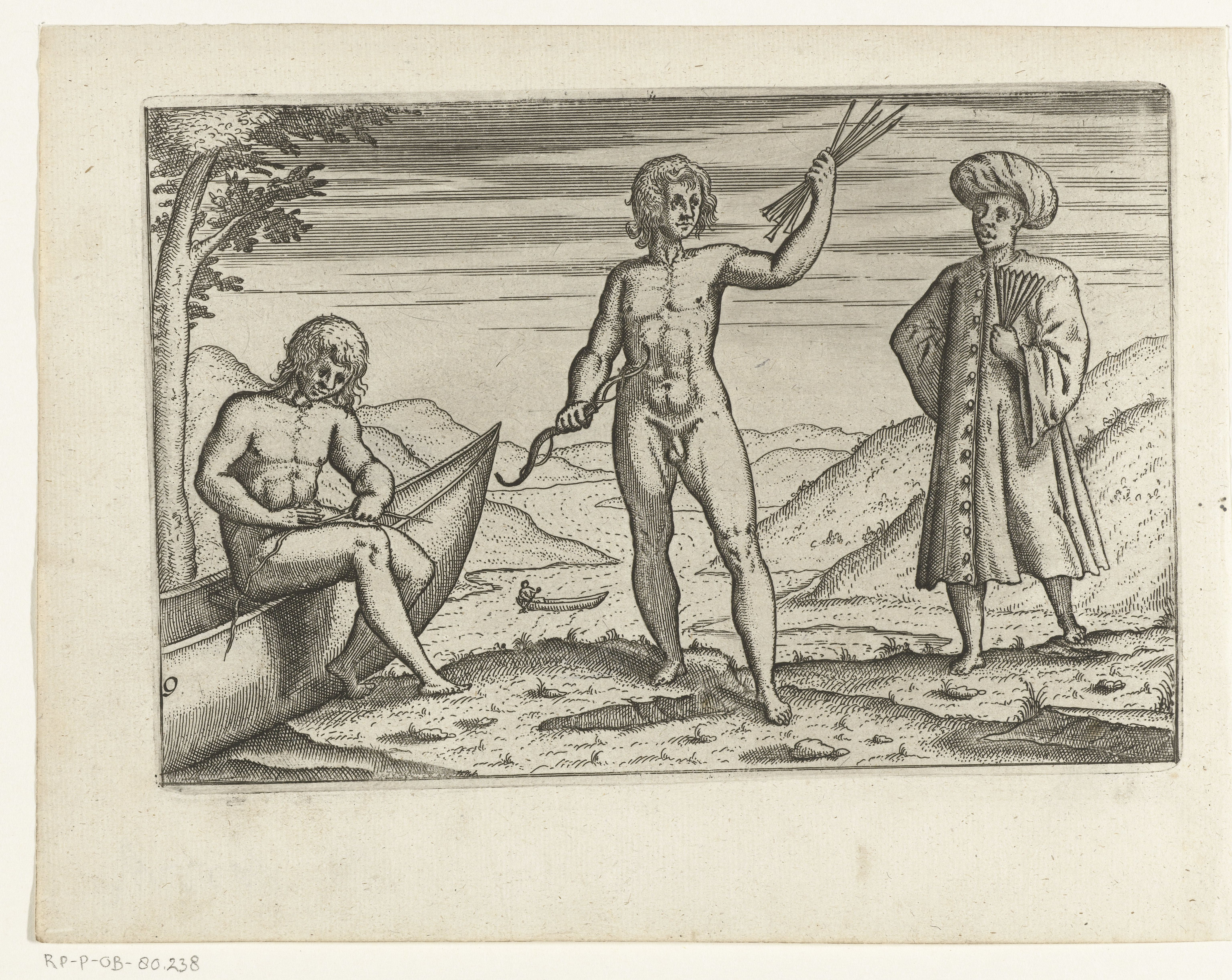
Zwei Enggano, der mittlere mit Bogen und Pfeilen, rechts ein arabischer Besucher am Ufer der gleichnamigen Insel. Illustration in einem Werk über die Geschichte Ostindiens des Niederländers Willem Lodewijcksz, 1598.

Auf der Insel Enggano vor der Westküste Sumatras lebten Loeb zufolge die primitivsten aller Völker in der Region, die im Jahr 1770 noch mit Steinäxten hantierten, während überall sonst längst Eisenwerkzeuge verwendet wurden. Sie hatten um diese Zeit aber bereits den Nutzen von Eisen erkannt und tauschten mit den Malaien in einem stummen Handel ihre Kokosnüsse gegen Eisen.
Der Fernhandel wurde nur in bestimmten Fällen stumm abgewickelt. Ab dem 10. Jahrhundert waren chinesische Schiffe zwischen den Inseln unterwegs und ab dem 13. Jahrhundert gründeten die Chinesen zunehmend Handelsniederlassungen. Üblicherweise ankerten die Schiffe vor der Küste und die Einheimischen paddelten in kleinen Booten mit ihren Tauschwaren dorthin. Es soll daneben in kleinerem Umfang auch stummen Handel gegeben haben, wie der amerikanische Anthropologe Fay-Cooper Cole (1945) zum Handel mit den Philippinen im 16. Jahrhundert erwähnt. Die chinesischen Dschunken landeten demnach am Ufer und legten ihre Waren aus – Seide, Perlen, Kupfertöpfe, diverse Gefäße und Gongs. Die Einheimischen brachten ihr Handelsgut ebenfalls an den Strand und zogen sich wieder zurück. Die chinesischen Händler nahmen sich nun was sie für richtig hielten und segelten zum nächsten Anlegeplatz einer Siedlung. Auf diese Weise gelangten vor allem chinesische Porzellangefäße auf die philippinischen Inseln und wurden weiter landeinwärts gehandelt. So kam gelegentlich wertvolles chinesisches Porzellan aus der Song-Dynastie, der Ming-Dynastie oder aus späteren Zeiten auf den internationalen Kunstmarkt, das aus dem Landesinnern der Philippinen stammt.
Ähnliche Schilderungen halten einen stummen Handel zwischen Malaien und den „schüchternen Negritos“ auf der philippinischen Insel Luzon fest, ebenso mit den damals als Jäger und Sammler lebenden Semang auf der Malaiischen Halbinsel und von Händlern der indonesischen Insel Ternate. Letztere bezeichneten den stummen Handel in ihrer Sprache als potage tagali vuru, „zum Tauschhandel zu den Wilden gehen“, zur Unterscheidung von potage tagali damaroi, dem normalen Handel in Anwesenheit beider Parteien.

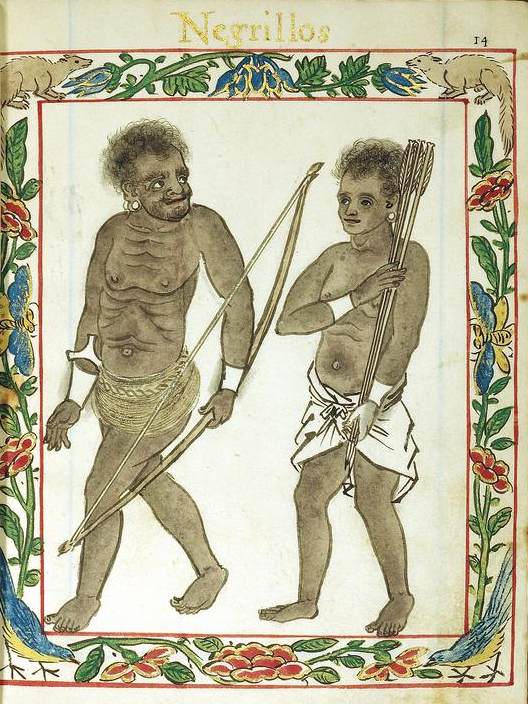
Negritos. Illustration im Boxer Codex, 1590, einer Handschrift vom Beginn der spanischen Kolonisation der Philippinen.

Der Amerikaner John M. Garvan (1875 – um 1940)  lebte ab 1903 als Händler und Reisender auf den Philippinen, bis er nach einigen Jahren den einfachen Lebensstil der Manobo, einer zu den Lumad gehörenden Ethnie auf der südphilippinischen Insel Mindanao annahm, bei denen er sich bis um 1924 aufhielt. In seinen umfangreichen Aufzeichnungen findet sich auch eine Beschreibung des stummen Handels bei den Negritos. Der Missionar, Ethnologe und Negrito-Kenner Paul Schebesta (1887–1967) unterzog Garvans hinterlassenes Werk einer kritischen Würdigung, wobei er den stummen Handel „ins Märchenland“ verwies, weil er diesen Handel selbst nicht gesehen habe. Hierzu teilt der katholische Missionar Morice Vanoverbergh in einem 1925 veröffentlichten Aufsatz mit, was er zum einen von im Tiefland lebenden christlichen Filipinos hörte und was er zum anderen mit eigenen Augen sah. Die Filipinos erzählten dem Missionar, dass sie für gewöhnlich zum Handel mit den Negritos in deren Gebiet bis an den Waldrand gingen und dort ihre Tauschwaren (Stoffe, Reis) ablegten, denn es sei unmöglich, sich den scheuen Negritos zu nähern. Die Negritos würden nachts ihre Waren (Bienenwachs, Rattan) dorthin bringen und beiseite legen, was sie von den Filipinos wünschten, bis diese wieder erschienen, um ihren Teil mitzunehmen. Nach Vanoverberghs eigenen Beobachtungen gingen Negritos häufig selbst in die Stadt und tauschten dort ihre Produkte mit denen der christlichen Händler. Die Negritos würden auch gegen (einen viel zu geringen) Lohn Arbeiten für die Filipinos verrichten, stellte der Autor fest.
Die „übliche Methode des Tauschhandels“ zwischen Semang und Malaien beschreibt 1834 der britische Offizier Peter James Begbie (1804–1864), der für die East India Company’s Madras Army auf der Malaiischen Halbinsel Dienst tat: Die Malaien brachten also ihre Waren – hauptsächlich einfache Stoffe, Tabak und Messer – an einen freien Platz in der Nähe einer Semang-Siedlung und zogen sich in einige Entfernung zurück. Dann kamen die Semang mit Elfenbein, Stücken vom Adlerholzbaum (als Räucherstäbchen bei den Chinesen begehrt), Dammarharz, Rattan und sonstigen Waldprodukten, von denen sie reichlich deponierten, weil sie keine Ahnung von deren Marktwert hatten. Wenige Semang jedoch, die ihre Scheu abgelegt hatten und in die Dörfer gingen, lernten schnell, aus dem Handel mit pflanzlichen Medizinpräparaten einen hohen Profit zu erzielen.
Vom südostasiatischen Festland gibt es ebenfalls Berichte über stummen Handel. Der dänische Major Erik Seidenfaden (1881–1958) lebte 40 Jahre lang, bis 1947, in Siam, reiste in dieser Zeit als Angestellter der siamesischen Regierung im Land und betrieb ethnologische Forschungen. Er schrieb über eine kleine Gruppe von nomadischen Jägern am Mekong in der Nähe des Dorfes Pakbeng (im Norden von Laos) namens Khā Dong Lüang („die Welke-Blätter-Wilden“) oder Khā Tam Bang („die Wilden, die sich unsichtbar machen können“), was er dort von anderen Jägern hörte. Demnach waren diese Khā dunkelhäutig, glatthaarig, beide Geschlechter gingen nackt und wechselten nach wenigen Tagen ihren Aufenthaltsort, an dem sie unter einem Schutzdach aus Blättern lebten. Da sie sehr scheu waren und sich vor Menschen fürchteten, die nicht ihrem Stamm angehörten, betrieben sie einen typischen stummen Handel. Ihre bei den Lao begehrten Waren wie Rhinozeroshörner, Geweihe und Felle deponierten sie an einer bestimmten Stelle. Die Händler der Lao, die die Khā praktisch nie zu Gesicht bekamen, weil sie sich unweit vom Handelsplatz im Busch versteckt hielten, gaben ihnen Tabak, Salz und manchmal etwas Baumwollstoff. Seidenfaden erklärt weiter, dass ein thailändischer Provinzgouverneur ihm gegenüber diese Information bestätigte.
In einem Artikel von 1981 beschreibt Jesper Trier die Jäger-und-Sammler-Gruppe Khon Pa, von denen etwa 200 Personen in den nordthailändischen Provinzen Phrae und Nan und wenige 100 Personen in Nordlaos leben. Die Khon Pa gelten als scheu, ihre Kontakte zu anderen Bergvölkern sind gering, sie halten sich seit langer Zeit im Dschungel auf, der für sie von einer Vielzahl von Geistern bevölkert ist, für die sie häufig Rituale durchführen. Früher praktizierten sie stummen Handel, so der Ethnologe Jesper Trier, der 1970 bei Bergvölkern in Nordthailand Feldforschung betrieb.
Der Nationalökonom August Sartorius Freiherr von Waltershausen (1852–1938) beschreibt 1896 zunächst das Prinzip des stummen Handels, um diesen hernach zur Urform des Tauschhandels in Polynesien zu erklären. Der stumme Handel erhält noch eine höhere gesellschaftliche Funktion, denn er fungiert als Friedensschluss, mit dem zwei Parteien eine gewaltsame Auseinandersetzung beenden. Auch zwischen befeindeten Völkern bleibt das einmal geweckte Bedürfnis nach Warentausch bestehen, der Handel soll fortgesetzt, aber ein erneuter Krieg ausgeschlossen werden. Ein solches Verhalten illustriert Waltershausen mit Erzählungen von Begegnungen zwischen europäischen Schiffen und den Inselbewohnern. Eine davon ist enthalten in Capitain Wallis’ Reise auf der Dolphin um die Welt, vom Juni 1766 bis August 1768 (aus Schiffstagebüchern vom Schriftsteller John Hawkesworth, 1715–1773, zusammengestellt). Die zunächst friedliche Begegnung zwischen Kapitän Wallis und den Einwohnern von Tahiti im Jahr 1767 artete in einen von den Briten mit Kanonen niedergeschlagenen Streit aus, wonach die Inselbewohner mit am Strand aufgesteckten grünen Zweigen und weißen Matten das Zeichen zum Frieden gaben. Anschließend legten beide Parteien abwechselnd Geschenke am Strand nieder, die zu einer Fortsetzung des Tauschhandels führten. Die Seefahrer James Cook und Louis Antoine de Bougainville machten im 18. Jahrhundert ähnliche Erfahrungen bei der Begegnung mit Einheimischen in der Südsee. Zwar entsprachen die Handelskontakte nur ungefähr dem stummen Handel, die Seefahrer notierten aber die auffällig große Distanz, welche die Einheimischen stets einhielten.
Dass es zwischen den einzelnen Kleinreichen auf Hawaii in früheren Jahrhunderten nicht immer friedlich zuging, zeigt die Beschreibung eines Tauschhandels, dessen wesentliches Merkmal, die Distanz, an den stummen Handel erinnert:

„Zur Erleichterung des Austausches ihrer Gegenstände wurden zu bestimmten Zeiten und an bestimmten Orten Märkte abgehalten, auf denen Matten, gesalzene Fische, Schweine, gebackene und zerstossene Tarowurzeln u. s. w. feil geboten wurden. Die Käufer und Verkäufer waren durch einen Fluss getrennt, standen sich gegenüber und riefen einander zu, was und zu welchen Bedingungen sie tauschen wollten. Die Handelswaare war auf einem Felsen in der Mitte des Flusses auseinander gelegt, wohin die Parteien sich begaben, um sie zu besichtigen.“

### Südasien

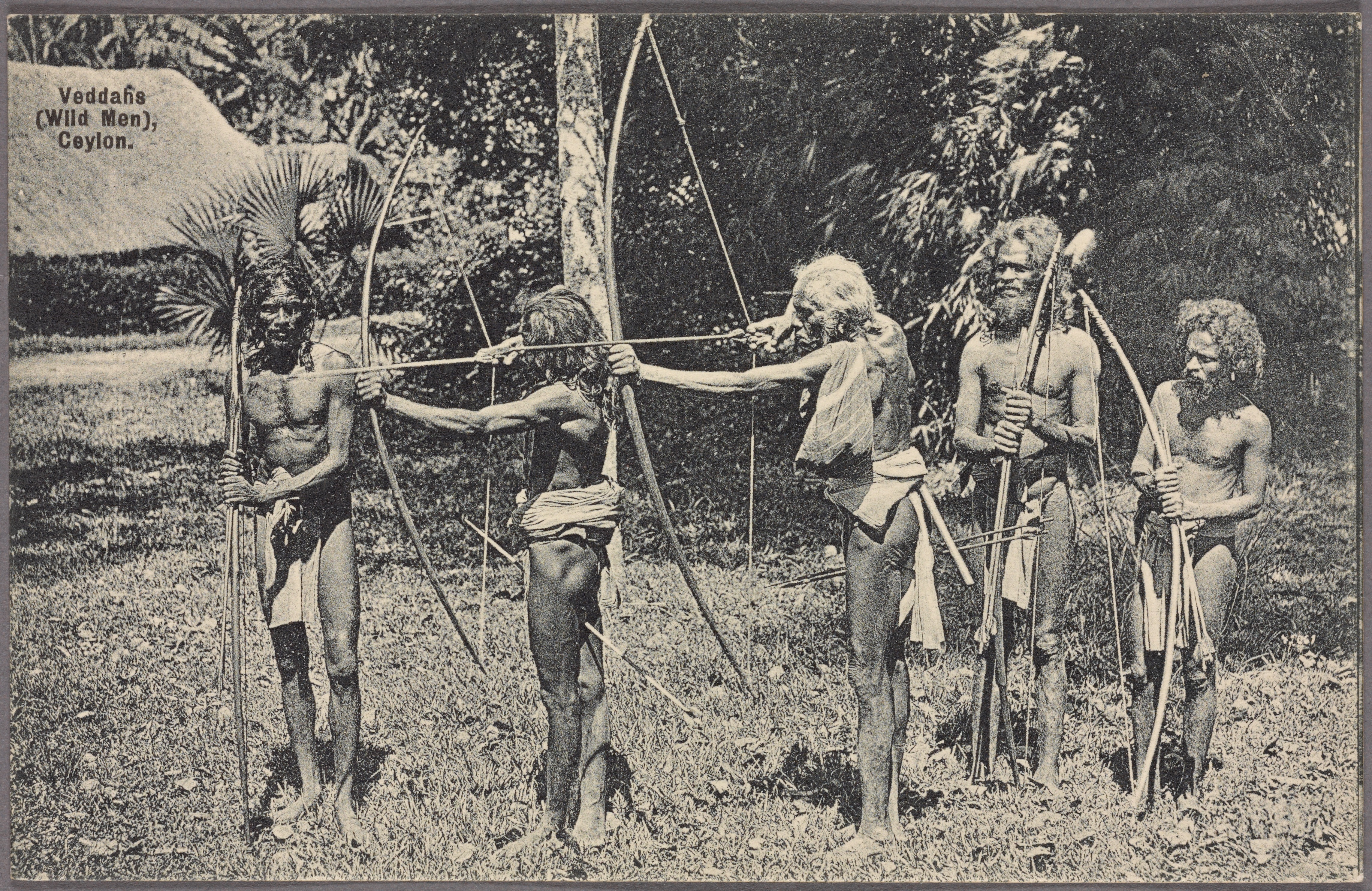
„Wilde Männer“. Veddas mit Pfeil und Bogen auf einem Foto von 1907.

In Kumaon, dem Ostteil des nordindischen Bundesstaates Uttarakhand und im Distrikt Jajarkot in Westnepal leben nomadische oder halbnomadische Gruppen, die Raji, Raji-Raute oder Ban-Raja („Wald-Könige“) heißen und zusammen mit anderen kleinen Gruppen im Norden Indiens den Janggali („Waldmenschen“, vgl. englisch jungle, „Dschungel“) zugeordnet werden. Von der Dorfbevölkerung in beiden Gebieten werden die Raji auch „unsichtbare Händler“ genannt. Die sesshafte Bevölkerung Jajarkots erinnerte sich bei ihrer Befragung 1997, wie die Raji bis vor einer Generation Handel trieben, in dem sie in der Nacht eine Schüssel und ein Kopftuch im Hof eines Gehöftes abstellten. Vom Hauseigentümer wurde erwartet, dass er etwas Getreide und Gemüse in das Tuch legt und die Schüssel an sich nimmt. Tat er dies, so kamen die Raji in der folgenden Nacht und nahmen das Tuch mit den erhandelten Nahrungsmitteln mit.
Der britische Forschungsreisende Clements Markham (1830–1916) berichtet 1862 über ein Poliar genanntes Volk in Südindien (wohl in den Bergen Keralas):

„...in den abgelegeneren Wäldern leben die Poliar, ein scheues Volk von wilden Waldmenschen. Chenatumby [sein Führer] sagte mir, dass sie keinerlei Behausungen besitzen, sondern von Ort zu Ort durch den Dschungel laufen, unter Felsen schlafen und von wildem Honig und Wurzeln leben. Die Frauen laufen mit ihnen, wie wilde Ziegen, ihre Kinder in einer Reihe um ihre Hüften geschlungen. Gelegentlich handeln die Poliar mit den Leuten aus den Dörfern, die Baumwolle und Getreide auf einem Stein ablegen, und sobald die Fremden außer Sichtweite sind nehmen diese die wilden Geschöpfe und legen Honig an ihre Stelle, sie werden aber niemandem erlauben, in ihre Nähe zu kommen.“

Bekannter als die kleinen Adivasi-Gruppen in den Bergen Südindiens sind die Veddas, die Ureinwohner Sri Lankas, über die zahlreiche ethnographische Berichte, auch über ihren stummen Handel vorliegen. Etliche dieser Beschreibungen sind von zweifelhaftem Wert und mit Vorurteilen behaftet. Ein früher Bericht über die Veddas stammt vom englischen Seefahrer Robert Knox (1641–1720), der 1681 ein Geschichtswerk über das Königreich Kandy verfasste, in welchem er fast 20 Jahre festgesetzt worden war. Knox unterscheidet zwischen „wilden und zahmen“ Veddas. Letztere hatten sich in gewisser Weise dem König (von Kandy) untergeordnet. Falls die Veddas von dessen Gesandten in den Wäldern aufgefunden werden konnten, brachten sie Elfenbein, Honig, Wachs und Fleisch von Wildtieren, für das sie unter anderem Pfeile und Kleidung erhielten. Über die „wilderen“ Veddas aber schreibt Knox:

„Mir wurde von vielen Leuten berichtet, dass die Wilderen unter ihnen, wenn sie Pfeile wollen, eine Menge an Fleisch des Nachts herbeischaffen und dieses in einer Schmiede aufhängen, ebenso ist ein Blatt daneben gehängt, das so in der Umrissform ausgeschnitten ist, wie sie ihre Pfeile gemacht haben wollen. Falls sie der Schmied gemäß ihrem Muster anfertigt, belohnen sie ihn und bringen weiteres Fleisch. Falls er sie aber nicht anfertigt, werden sie ihm früher oder später ein Unheil zusenden und ihn in der Nacht erschießen. Wenn der Schmied die Pfeile macht, deponiert er sie am selben Platz, an dem die Veddas das Fleisch aufgehängt haben.“

Knox’ Beschreibung wurde nachfolgend bis Ende des 19. Jahrhunderts mehrfach wiederholt. Sie stellt eine vermutlich weit in die Vergangenheit zurückreichende Ausprägung der europäischen Schmiedesagen mit stummem Handel dar.